# مارک ریزو
مارک ریزو (به انگلیسی: Marc Rizzo) متولد ۲ اگوست ۱۹۷۷، (۱۱ مرداد ۱۳۵۶) در کارلس‌تاد، نیوجرسی، ایالات متحده آمریکا، لید گیتاریست فعلی گروه آمریکایی سول‌فلای، و پیشین گروه ایل نینیو می باشد. ریزو تا کنون در پنج آلبوم، گروه سول‌فلای را همراهی کرده است.